# 아래운동신경세포
아래운동신경세포(lower motor neuron, LMN), 또는 아래운동뉴런 또는 하위운동신경원은 앞회색질기둥, 척수신경 앞뿌리(척수의 아래운동신경세포), 뇌줄기의 뇌신경핵 및 운동 기능을 갖는 뇌신경(뇌신경 아래운동신경세포)에 위치한 운동 신경 세포이다. 모든 수의적 운동은 골격근 섬유에 신경 섬유를 내고 위운동신경세포와 근육 사이의 연결 고리 역할을 하는 척수의 아래운동신경세포에 의존한다. 뇌신경 아래운동신경세포는 눈, 얼굴 및 혀의 움직임을 제어하고 씹기, 삼키기, 발성에 기여한다. 아래운동신경세포의 손상은 이완성 마비, 깊은힘줄반사 부재, 근위축증 등을 유발할 수 있다.

## 분류
아래운동신경세포는 지배하는 근섬유의 유형에 따라 다음과 같이 분류된다.
- 알파운동신경세포(α-MN)는 근수축에 관여하는 가장 수가 많은 근육 섬유 유형인 방추바깥근육섬유를 지배한다.
- 베타운동신경세포(β-MN)는 방추바깥근육섬유(느린 연축 섬유 유형)에 대한 곁섬유와 함께 근방추의 방추속근육섬유를 지배한다.
- 감마운동신경세포(γ-MN)는 감각성 들신경섬유와 함께 근방추를 구성하는 방추속근육섬유를 지배한다. 이들은 고유수용성감각을 감지하는 시스템의 일부이다.

## 생리학
위운동신경세포에서 방출된 글루탐산은 앞회색질기둥의 아래운동신경세포에서 탈분극을 유발한다. 탈분극이 일어나면 차례로 축삭을 통해 신호가 신경근 접합부로 전파되어 아세틸콜린이 방출된다. 아세틸콜린은 시냅스 틈을 가로질러, 근세포 세포막의 시냅스 후 수용체에 전달되어 근육이 수축하도록 신호를 보내도록 한다.

## 임상적 중요성
아래운동신경세포가 손상되면, 즉 아래운동신경세포 병터(LMNL, 하위운동신경원 병변)이 발생하면 근위축증을 유발하고, 영향을 받는 부위의 근력 및 반사 감소를 유발한다. 이러한 소견은 위운동신경세포 병터(상위운동신경원 병변)의 소견과 대조적이다. LMNL은 비정상적인 근전도 검사상의 전위, 근섬유다발수축, 마비, 근육 약화, 골격근의 신경성 위축으로 나타난다. 벨 마비, 숨뇌마비, 소아마비, 근위축성 측삭경화증(ALS)은 모두 아래운동신경세포 기능 장애와 관련된 질병이다.

## 같이 보기
- 속섬유막 (internal capsule)